# Józef Wüstenberg
Józef Wüstenberg, ps. „Tchórzewski” (ur. 1 lutego 1905, zm. w marcu 1943) – hubalczyk, podporucznik piechoty rezerwy Wojska Polskiego.

## Życiorys
Miał nieukończone studia prawnicze. Pracował jako sekretarz w sądzie w Opocznie od 1935. Na stopień podporucznika został mianowany ze starszeństwem z 1 stycznia 1933 i 7. lokatą w korpusie oficerów rezerwy piechoty. W 1934 pozostawał w ewidencji Powiatowej Komendy Uzupełnień Sarny. Posiadał przydział w rezerwie do 84 Pułku Piechoty w Pińsku.
Dołączył do oddziału majora Henryka Dobrzańskiego w Gałkach. Dowódca plutonu piechoty. Po demobilizacji szef wywiadu w Inspektoracie Piotrowskim Związku Walki Zzbrojnej. Funkcję tę pełnił prawdopodobnie do lutego lub października 1941. Odszedł na skutek wsypy. Podczas pracy w sądzie został 20 października 1942 aresztowany przez tomaszowską policję bezpieczeństwa. W marcu 1943 zginął na Majdanku.